# Semecarpus nigro-viridis
Semecarpus nigro-viridis là một loài thực vật thuộc họ Anacardiaceae. Đây là loài đặc hữu của Sri Lanka.